# Pregnenolone
Il pregnenolone è un ormone steroideo coinvolto nella biosintesi di progesterone, mineralcorticoidi, glucocorticoidi, androgeni ed estrogeni. In centinaia di Paesi al mondo, inclusi Stati Uniti e Paesi Europei, è liberamente commercializzato quale prodotto alimentare (food supplement), ma anche per ricerca o come materia prima nonché quale prodotto cosmetico. 
È un precursore comune degli ormoni cortisolo e testosterone, DHEA e progesterone. In condizioni di stress, si trasforma in cortisolo anziché in testosterone.
Viene ricavato dal colesterolo tramite la reazione di ossidazione di Oppenauer.